# 喜多道枝
喜多道枝（日语：／ Kita Michie，1935年3月11日—2024年11月6日），日本女演員、聲優，東京都出身。從屬於希樂星。
代表作品有家喻戶曉的「法蘭德斯之犬」（尼洛‧達斯）這個角色。

## 人物介紹
- 在作為「配音員的神技」之前，她在「北野武的萬物創世紀」裡登場過，在那裡她現場表演某部動畫裡，1人分飾8個角色（重現那個場面）。
- 所介紹的作品是配演主角「法蘭德斯之犬」裡，演尼洛、愛露娃、喬治、保羅、愛露娃的母親（愛麗娜）、尼洛的爺爺（傑漢）、露麗特阿姨，旁白等八個角色。
- 各個角色她就在轉瞬間很輕易的扮演出來，那個樣子讓節目裡的所有人大吃一驚。
- 根據節目的解說是，可以在瞬間飾演不同角色的理由是，與聲音高低的聲帶的振動頻率有關。一般的成年男性是每秒振動100下，而女性是每秒振動250下，而喜多老人聲音是每秒約190下，所扮演的男童角色聲音是每秒約700下，而依據角色的不同，所振動的變化也很大。
- 「花仙子露露」的第一次播映是個無名的時代，在之後成為有人氣的節目朝日電視台「100萬圓解謎獵人」使用本名時被錄取了，電視播映的正式選拔中的時候在節目與配音員的業界裡公佈了她的名字。

## 演出作品

### 電視動畫
- 一發貫太君（滿夫）
- 雜牌拯救隊（兔子正太郎）
- 圓桌武士物語 燃燒吧！亞瑟（加拉哈德）
- 美味大挑戰（加村的妻子、長田廚師（第44話））
- 男子與笨蛋甲子園（朝野步）
- 妖怪Q太郎（第1作）（多隆帕）
- 科学忍者隊Gatchaman（高原誠）※第3話
- 世界名作劇場系列
  - 法蘭德斯之犬（尼可拉（尼洛）‧達斯）
  - 家族魯賓遜漂流記 不可思議之島的芙蘿拉（沃爾夫岡·阿瑪迪斯·莫札特）
  - 波菲的漫長旅程（海因茲‧馮‧艾森柏格）
- 時間飛船系列
  - 時間飛船（牛若丸）
  - Yattodetaman（艾倫）
- 夏目友人帳（小花）
- 尼爾斯的不可思議之旅（佩特羅）第14話
- 花仙子露露（多克妮西雅、旁白）
- 保羅的奇蹟大作戰（賽羅）
- 巨獸王（小香（第18話））
- 緞帶騎士（法蘭茲‧查明）

### 劇場版動畫
- 哆啦A夢 大雄的海底鬼岩城（艾爾(L)）
- 花仙子露露 你好！櫻花王國

### 外國片配音
- 雷鳥神機隊（奇普·莫里遜）
- 秘密特工#11（克拉拉（瑪德琳·魯））
- 名探偵白羅※路人

### 電視連續劇
- 月亮使者
- 怎麼愛
- 惡夢的封印
- 不要開玩笑了
- 獅子的時代（1980年NHK大河劇　小此木津留）
- 庶務二課2
- 長男的媳婦
- 爸爸是褓母
- 真實的恐怖故事「二樓的恐怖」
- 我的藍天
- 跳躍吧！時空少女
- 秘密花園（第10話路人）
- 接觸愛II
- 法醫・篠宮葉月 死者的耳語

### 電影
- 心與太陽
- 催眠
- 被偷走的慾望

### 舞台
- 安菲特律翁38
- 齊格弗里德
- 死命鬥爭的女王
- 第三帝國的恐怖與貧窮
- 8個女人們
- 圓頭與尖頭
- 池袋我的城鎮（2008年、2009年）

### 其他
- 愛波縞縞石頭（愛波）
- 一二的算術（Tap君）
- 平塚們的生涯（旁白）
- 法布爾植物記（旁白）
- 歐洲美術史（旁白）
- 平成教育委員會（旁白、島津冴子的代演）

## 外部連結
- （日語）希樂星喜多道枝的個人網站（页面存档备份，存于）